# Ingeborg Kallweit
Ingeborg Kallweit (* 1938 in Magdeburg) ist eine deutsche Schauspielerin und Hörspielsprecherin.

## Leben
Ihre schauspielerische Ausbildung absolvierte Ingeborg Kallweit von 1958 bis 1962 an der Hochschule für Musik und Theater Hannover und hatte dort, in Hannover, ihre ersten Engagements. Später war sie an zahlreichen deutschen Bühnen verpflichtet und spielte in Tourneeproduktionen, neben anderen in Loriots dramatische Werke. In Hamburg sah man sie 1972/73 im Altonaer Theater unter der Regie von Elke Ahlf neben Hans Fitze in der Komödie Der Herr Senator oder in Hans Fitzes Inszenierung des Stückes Empfänger unbekannt verzogen von Paolo Levi. Am Ernst-Deutsch-Theater spielte Kallweit u. a. in der Spielzeit 1979/80 in Tennessee Williams’ Orpheus steigt herab (Inszenierung: Henry-Ernst Simmon). Eine weitere Station in Hamburg war das Theater für Kinder.
Seit 1970 arbeitet Kallweit auch umfangreich für den Hörfunk, darunter in anspruchsvollen Hörspielen. Zudem sind zahlreiche Auftritte in kommerziell erfolgreichen Hörspielserien des Labels Europa zu vermerken, etwa bei Hanni und Nanni, Fünf Freunde, Die drei ???, Tom und Locke oder Ein Fall für TKKG. Ihr Rollenrepertoire changiert hier gekonnt zwischen sympathischen und sehr negativ konnotierten Figuren. Neuere Arbeiten Kallweits sind die von Radio Bremen produzierten Beiträge zum Radio-Tatort, in denen sie die Rolle der Gerichtsmedizinerin Dr. Elisabeth Michel spricht. Daneben war sie auch im Fernsehen zu hören: Viele Jahre lang war sie Off-Sprecherin von Spiegel TV, bspw. in der bekannten Reportage zum Zugunglück von Eschede.
Ingeborg Kallweit lebt in Hamburg, wo sie auch gelegentlich Lesungen abhält.

## Hörspiele (Auswahl)
- 1970: Ist Inga Eriksson ein Mensch? – Regie: Hans Rosenhauer
- 1971: Kinderreime – Regie: Hans Rosenhauer
- 1972: Safe – Regie: Hartmut Kirste
- 1973: Frühstück mit der Vergangenheit – Regie: Wolfgang Schenck
- 1980: Blankenhorn, sein erster freier Fall – Regie: Hans Rosenhauer
- 1985: Een Dag as elkeen Dag – Regie: Hans Helge Ott
- 1986: Dahlbecks Traumreise – Regie: Gottfried von Einem
- 1986: Roma.Termini – Regie: Günter Bommert
- 1989: Prinzessin Ohneworte – Regie: Gottfried von Einem
- 1992: Der Betriebsdichter/Die blaue Stunde – Regie: Angela Gerrits
- 1992: Autobiographie einer Leiche – Regie: Hans Helge Ott
- 1995: Tintenfisch und Rolli – Regie: Hans Helge Ott
- 1998: Schluck! – Regie: Hans Helge Ott
- 1998: Muh! – Regie: Hans Helge Ott
- 1998: Quak! – Regie: Hans Helge Ott
- 2000: Ein Prinz namens Karl – Regie: Uwe Storjohann
- 2001: „Er schlug die Trommel auf und nieder“ – Regie: Uwe Storjohann
- 2002: Der gewissenlose Mörder Hasse Karlsson enthüllt die entsetzliche Wahrheit, wie die Fau über der Eisenbahnbrücke zu Tode gekommen ist – Regie: Claudia Johanna Leist
- 2002: Der Sinusknoten – Regie: Hartwig Tegeler
- 2004: Mittlere Aufrüstung – Regie: Hans Helge Ott
- 2004: Madame Ka – Regie: Christiane Ohaus
- 2005: Brabant – Regie: Hans Helge Ott
- 2006: Himmelsbande – Regie: Hans Helge Ott
- 2008: Miesel und die Gruselgrotte – Regie: Hans Helge Ott
- 2009: Gespensterjäger auf eisiger Spur – Regie: Hans Helge Ott
- 2009: Gespensterjäger im Feuerspuk – Regie: Hans Helge Ott
- 2010: Gespensterjäger in der Gruselburg – Regie: Hans Helge Ott
- 2010: Radio-Tatort: Das fünfte Gebot – Regie: Christiane Ohaus
- 2010: Gespensterjäger in großer Gefahr – Regie: Jörgpeter von Clarenau
- 2011: Radio-Tatort: Wer sich umdreht oder lacht... – Regie: Christiane Ohaus
- 2011: Versunkene Gräber – Regie: Sven Stricker
- 2011: Tante Traudels bestes Stück – Regie: Sven Stricker
- 2012: Radio-Tatort: Ein klarer Fall – Regie: Christiane Ohaus
- 2012: Hilfe, die Herdmanns kommen – Regie: Hans Helge Ott
- 2013: Geisterstunde – Regie: Christiane Ohaus
- 2015: Das Grab der kleinen Vögel – Regie: Sven Stricker
- 2016: Zweiundzwanzig – Regie: Irene Schuck